# Le Merzer
Le Merzer [lə mɛʁzɛʁ] est une commune française située dans le département des Côtes-d'Armor, en région Bretagne.
Ses habitants sont les Merzeriens et les Merzeriennes.

## Géographie

### Communes Limitrophes
| Pommerit-le-Vicomte                | Pommerit-le-Vicomte | Goudelin                       |
| Pommerit-le-Vicomte, Saint-Agathon | Merzer              | Bringolo, Saint-Jean-Kerdaniel |
| Saint-Agathon                      | Saint-Agathon       | Saint-Jean-Kerdaniel           |

### Hydrographie
Pour un article plus général, voir Réseau hydrographique des Côtes-d'Armor.
La commune est située dans le bassin Loire-Bretagne. Elle est drainée par la rivière le Traou et le ruisseau du Moulin du ver,,.

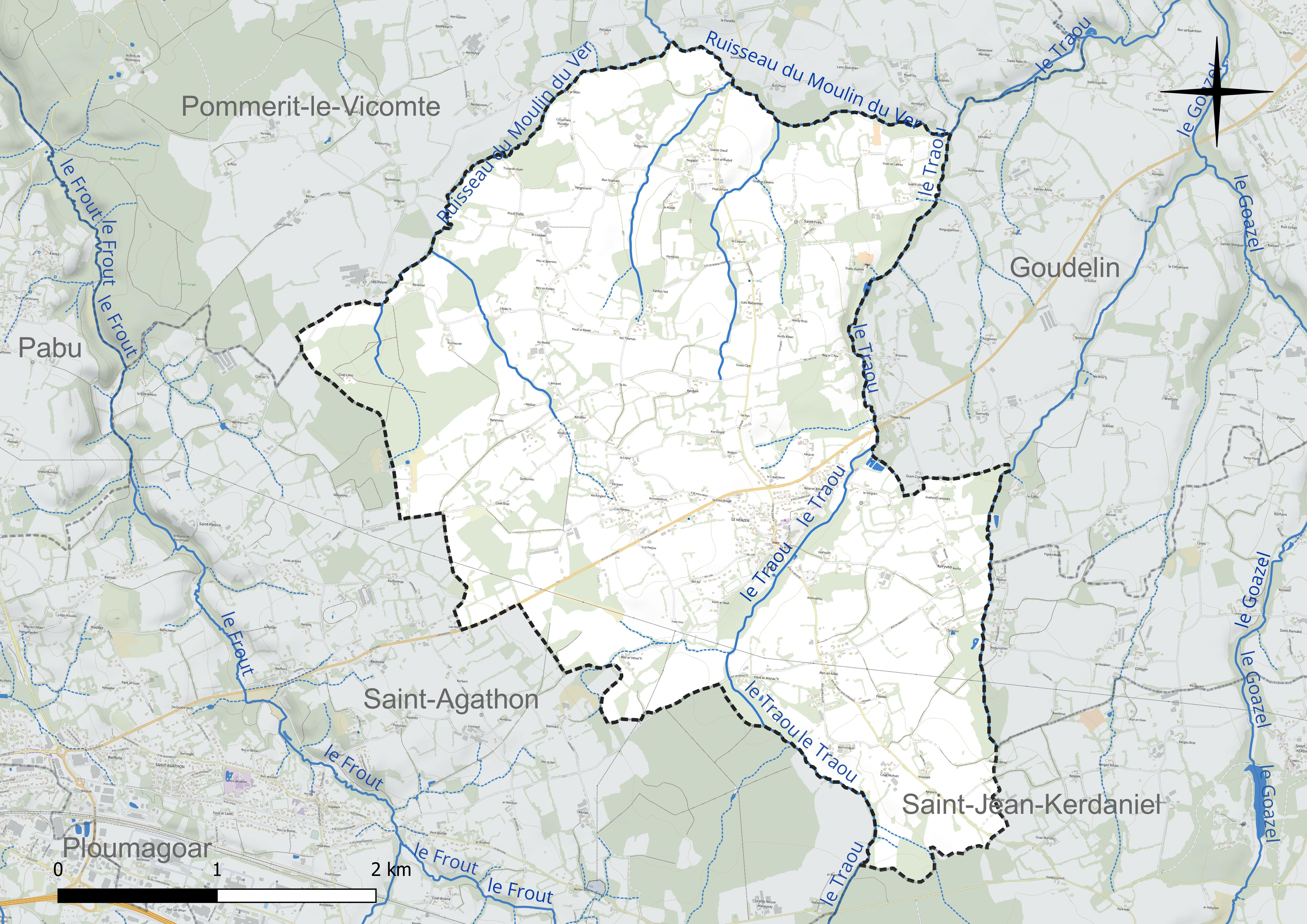
Réseau hydrographique du Merzer.

### Climat
Pour des articles plus généraux, voir Climat de la Bretagne et Climat des Côtes-d'Armor.
En 2010, le climat de la commune est de type climat océanique franc, selon une étude du Centre national de la recherche scientifique s'appuyant sur une série de données couvrant la période 1971-2000. En 2020, Météo-France publie une typologie des climats de la France métropolitaine dans laquelle la commune est exposée à un climat océanique et est dans la région climatique Finistère nord, caractérisée par une pluviométrie élevée, des températures douces en hiver (6 °C), fraîches en été et des vents forts. Parallèlement l'observatoire de l'environnement en Bretagne publie en 2020 un zonage climatique de la région Bretagne, s'appuyant sur des données de Météo-France de 2009. La commune est, selon ce zonage, dans la zone « Intérieur », exposée à un climat médian, à dominante océanique.  
Pour la période 1971-2000, la température annuelle moyenne est de 11,1 °C, avec  une amplitude thermique annuelle de 11 °C. Le cumul annuel moyen de précipitations est de 856 mm, avec 14 jours de précipitations en janvier et 7,2 jours en juillet. Pour la période 1991-2020, la température moyenne annuelle observée sur la station météorologique la plus proche, située sur la commune de Lanleff à 13 km à vol d'oiseau, est de 11,7 °C et le cumul annuel moyen de précipitations est de 845,9 mm,. Pour l'avenir, les paramètres climatiques de la commune estimés pour 2050 selon différents scénarios d'émission de gaz à effet de serre sont consultables sur un site dédié publié par Météo-France en novembre 2022.

## Urbanisme

### Typologie
Au 1er janvier 2024, Le Merzer est catégorisée commune rurale à habitat dispersé, selon la nouvelle grille communale de densité à 7 niveaux définie par l'Insee en 2022.
Elle est située hors unité urbaine et hors attraction des villes,.

### Occupation des sols
L'occupation des sols de la commune, telle qu'elle ressort de la base de données européenne d’occupation biophysique des sols Corine Land Cover (CLC), est marquée par l'importance des territoires agricoles (84,2 % en 2018), en diminution par rapport à 1990 (91,6 %). La répartition détaillée en 2018 est la suivante :
zones agricoles hétérogènes (59,2 %), terres arables (22,6 %), forêts (9,6 %), zones urbanisées (4,8 %), prairies (2,4 %), milieux à végétation arbustive et/ou herbacée (1,4 %). L'évolution de l’occupation des sols de la commune et de ses infrastructures peut être observée sur les différentes représentations cartographiques du territoire : la carte de Cassini (XVIIIe siècle), la carte d'état-major (1820-1866) et les cartes ou photos aériennes de l'IGN pour la période actuelle (1950 à aujourd'hui).

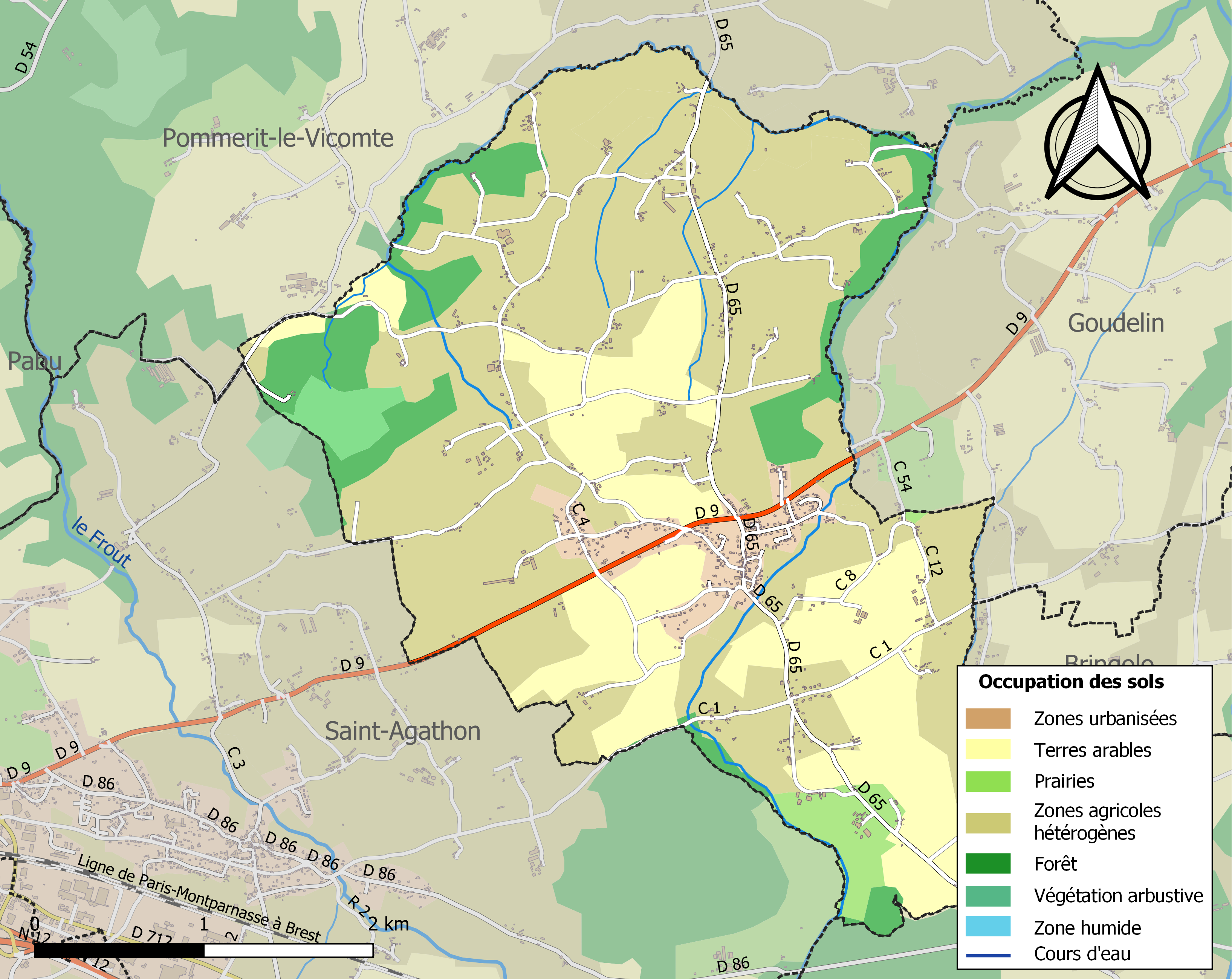
Carte des infrastructures et de l'occupation des sols de la commune en 2018 (CLC).

## Toponymie
Le nom de la localité est attesté sous les formes Ecclesia de Merzer vers 1330, Parrochia ecclesia Beate Marie de Merzera en 1380, Ecclesia du Merzer fin du XIVe siècle, Le Merzer en 1485, Merzet en 1516, Le Merzec en 1630.

En breton : Ar Merzer,.
Le Merzer est une transcription bretonne du latin martyrium (église dédiée à un martyr). Une ancienne chapelle du quartier du bourg est dédiée à saint Barthélémy, dont la légende prétend qu'il fut écorché vif, n'est sans doute pas un hasard. Jouxtant la chapelle, une parcelle est dite Tossen-Barthélémi, « la butte de saint Barthélémy ».

## Histoire
Sous l’ancien régime, Le Merzer appartenait à l’évêché de Tréguier et au comté du Goëlo.

### LeXXesiècle

#### Les guerres duXXesiècle
Le monument aux morts porte les noms de 69 soldats morts pour la Patrie :
- 57 sont morts durant la Première Guerre mondiale ;
- 12 sont morts durant la Seconde Guerre mondiale.

## Politique et administration
| Période                                  | Période                  | Identité                 | Étiquette | Qualité                                                                    |
| ---------------------------------------- | ------------------------ | ------------------------ | --------- | -------------------------------------------------------------------------- |
| 1876                                     | 1884                     | Yves Louis Monjaret      |           | Cultivateur                                                                |
| 1884                                     | 1887                     | Jean-Marie Turban        |           | Cultivateur                                                                |
|                                          | 1936                     | Jacques François Monfort |           | Cultivateur                                                                |
| mars 1977                                | mars 1989                | François Le Danzevet     |           | Agriculteur                                                                |
| mars 1989                                | janvier 2005 (Démission) | Jean Mordelet            | SE        | /                                                                          |
| janvier 2005                             | mars 2008                | Yves Kergus              | DVD       | /                                                                          |
| mars 2008                                | En cours                 | Laurence Corson          | SE        | Enseignante Conseillère départementale du canton de Guingamp (depuis 2015) |
| Les données manquantes sont à compléter. |                          |                          |           |                                                                            |

## Démographie
L'évolution du nombre d'habitants est connue à travers les recensements de la population effectués dans la commune depuis 1793. Pour les communes de moins de 10 000 habitants, une enquête de recensement portant sur toute la population est réalisée tous les cinq ans, les populations de référence des années intermédiaires étant quant à elles estimées par interpolation ou extrapolation. Pour la commune, le premier recensement exhaustif entrant dans le cadre du nouveau dispositif a été réalisé en 2007.

En 2022, la commune comptait 974 habitants, en évolution de +0,62 % par rapport à 2016 (Côtes-d'Armor : +1,78 %, France hors Mayotte : +2,11 %).
| 1793 | 1800 | 1806 | 1821 | 1831  | 1836  | 1841  | 1846  | 1851 |
| ---- | ---- | ---- | ---- | ----- | ----- | ----- | ----- | ---- |
| 689  | 948  | 928  | 976  | 1 222 | 1 020 | 1 000 | 1 052 | 975  |

| 1856 | 1861  | 1866  | 1872  | 1876  | 1881  | 1886  | 1891  | 1896  |
| ---- | ----- | ----- | ----- | ----- | ----- | ----- | ----- | ----- |
| 975  | 1 019 | 1 090 | 1 023 | 1 105 | 1 098 | 1 100 | 1 080 | 1 034 |

| 1901  | 1906  | 1911 | 1921 | 1926 | 1931 | 1936 | 1946 | 1954 |
| ----- | ----- | ---- | ---- | ---- | ---- | ---- | ---- | ---- |
| 1 045 | 1 010 | 925  | 818  | 788  | 700  | 692  | 666  | 618  |

| 1962 | 1968 | 1975 | 1982 | 1990 | 1999 | 2006 | 2007 | 2012 |
| ---- | ---- | ---- | ---- | ---- | ---- | ---- | ---- | ---- |
| 633  | 608  | 540  | 700  | 715  | 799  | 831  | 836  | 964  |

| 2017 | 2022 | - | - | - | - | - | - | - |
| ---- | ---- | - | - | - | - | - | - | - |
| 959  | 974  | - | - | - | - | - | - | - |

## Lieux et monuments
- L'église Notre-Dame des Sept-Douleurs (1885). Œuvre de l'architecte Le Guerrannic.
- Le manoir du Traou (XVe – XVIe siècle) est bâti par la famille Le Bœuf (ou Le Beuf) à partir des années 1420, classé au titre des monuments historiques[22].
- La chapelle Saint-Yves (XVIe siècle). Restaurée aux XVIIIe  et XIXe siècles, inscrite au titre des monuments historiques[23].
- Le manoir de Trohubert (XVe – XVIe siècle). Propriété de Jehan Le Roux en 1481.
- L’ancien presbytère (1783).
- Les fontaines de Bonne-Fontaines, de la Vierge et de Saint-Yves.
- La chapelle du Paradi.

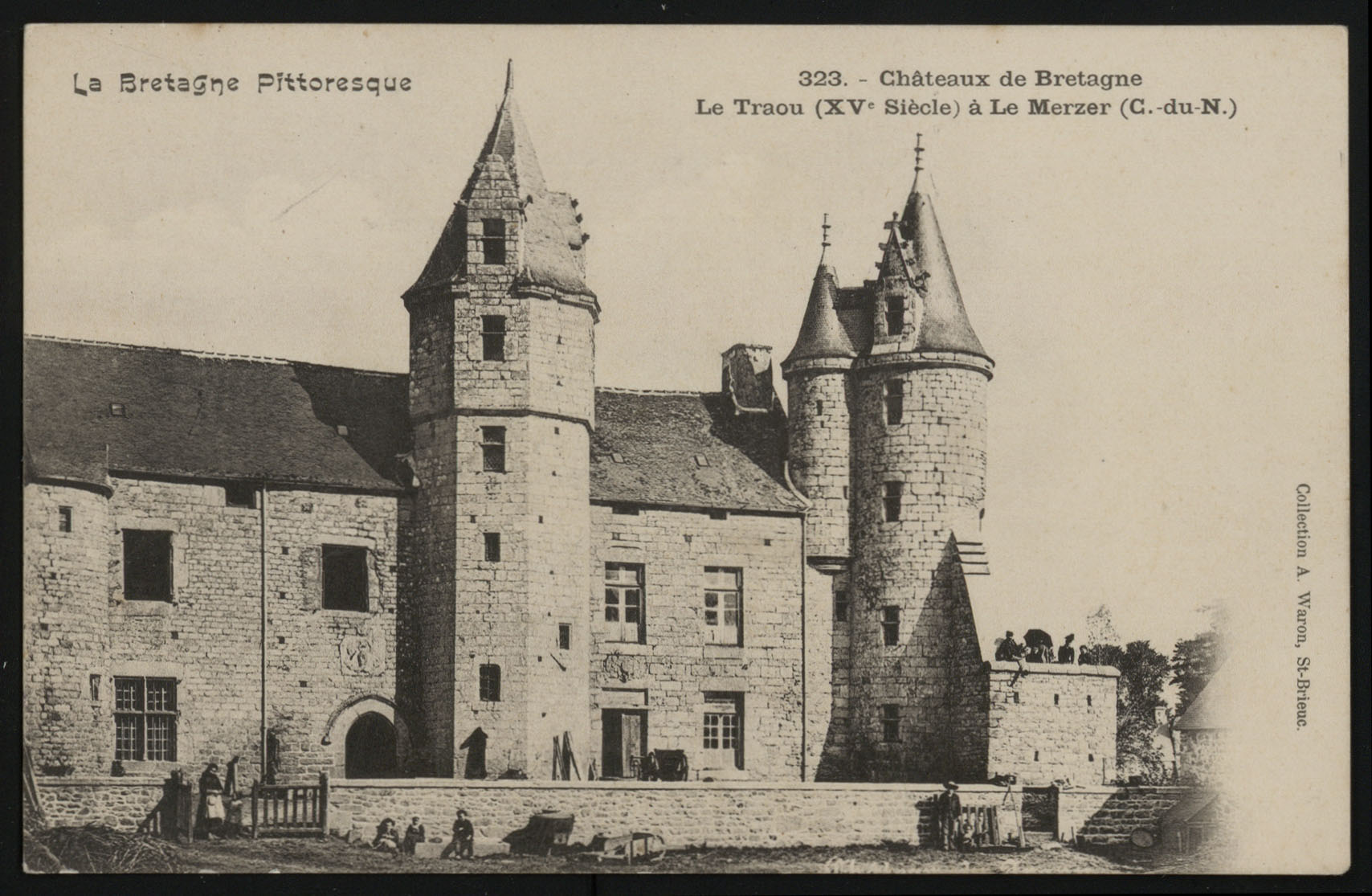
Manoir Le Traou au début du XXe siècle

## Personnalités liées à la commune
- Alphonse Canoville (d) (1866-1947), militant SFIO, est mort au Merzer